# كارز (فلم 1980)
كارز (بالإنجليزية: Karz) بالعربية معناه الدين هو فيلم إثارة رومانسي هندي باللغة الهندية عام 1980 من إخراج سوباش جاي وبطولة ريشي كابور وتينا مونيم في الدور الرئيسي مع سيمي جاروال في الدور الذي نال استحسان النقاد لكاميني فيرما، الزوجة القاتلة، والذي فازت من خلاله بترشيح لجائزة فيلم فير. تم تأليف موسيقى الفيلم بواسطة لاكسميكانت-بياريلال. مع أرقام حطمت المخططات مثل أوم شانتي أوم و دارد-إي-ديل، فازوا بجائزة فيلم فير لأفضل مخرج موسيقي لهذا الفيلم، كما تلقى أناند باكشي ترشيحين لجائزة فيلم فير عن كلمات هاتين الأغنيتين الناجحتين. 

## القصة
يبدأ الفيلم بفوز رافي فيرما (راج كيران) بقضية في المحكمة ضد السير يهوذا (بريم ناث)، الذي استولى ظلماً على ثروة وممتلكات والد رافي، شانتا براساد فيرما، بعد وفاته. يتصل رافي بأمه الأرملة (دورجا خوتي) وأخته الصغرى (أبها دهوليا) ليخبرها بالأخبار السارة وأنه سيتزوج صديقته، كاميني (سيمي جاروال)، التي هي في الواقع منقبات عن الذهب تعمل لدى يهوذا، دون علمه. في طريقهم إلى منزلهم في كونور، ترمي كاميني رافي من فوق منحدر ليلقى حتفه بالقرب من معبد صغير للإلهة كالي. تشعر والدة رافي بالحزن بسبب الموت المفاجئ لابنها، وتطلب من الإلهة لاكشمي أن تسمح لابنها بسداد دين والدته بسبب وفاته المبكرة، بينما ترث كاميني كل شيء. بعد عقدين من الزمن، مونتي (ريشي كابور)، اليتيم الذي نشأ على يد الثري جي جي أوبيروي (بينشو كابور)، هو مغني محترف يبدأ في رؤية رؤى من ذكريات رافي التي أثارها لحن كان المفضل لدى رافي.
يقول أطباء مونتي مازحين أنه ربما يكون تجسيدًا لرافي، لكن يجب عليه فقط أن يأخذ إجازة ويستريح بكل جدية. يسافر مونتي إلى أوتي (بالصدفة بالقرب من كونور) حيث تعيش تينا (تينا مونيم) ويقعان في الحب. تخبره تينا أنها نشأت على يد امرأة تناديها راني صاحبة، وعمها كابيرا (بران)، الذي أطلق سراحه من السجن بعد أن قضى عشر سنوات بتهمة القتل. بينما يستكشف مونتي المنطقة ويتعلم قصة عائلة فيرما من السكان المحليين، بما في ذلك أن والدة رافي وأخته الصغرى تم نفيهما من منزلهما على يد كاميني، يبدأ في تجربة المزيد من ذكريات رافي التي أصبحت أكثر كثافة. لقد صدم لاحقًا عندما اكتشف أن راني صاحبة وكاميني تينا هما نفس الشيء.
ثم يكشف كابيرا لمونتي أن والد تينا قُتل على يد شقيق كاميني بعد سماعه سرًا يتعلق برافي ومعبد كالي. ردًا على ذلك، قام كابيرا بقتل شقيق كاميني، ولهذا السبب تم القبض عليه من قبل الشرطة. متظاهرًا بمعرفة سر كاميني، قام كابيرا بابتزازها في السجن لتربية تينا بتعليم مناسب. يكشف مونتي لكابيرا عن علاقته مع رافي فيرما، ويجب عليهما العثور على عائلة رافي المنفصلة، التي يتحد معها مونتي. بقبوله حقيقة أنه تجسيد لرافي، يتمكن مونتي من تجميع أجزاء جريمة قتل رافي.
ولتصحيح الأمور، يقوم مونتي وكابيرا بخداع كاميني تدريجيًا وإقناعها بأن شبح رافي يسعى للانتقام. في حيلتهم الأخيرة، قام مونتي وتينا بأداء عرض في حفل افتتاح مدرسة محلية حضره كاميني، حيث قاموا بتجسيد قصة رافي. تشعر كاميني بالرعب عند رؤية والدة رافي وأخته وتهرب. عندما يواجهها مونتي، تعترف كاميني بقتل رافي، وهو ما يتم تسجيله من قبل الشرطة. لكن يهوذا يحتجز تينا كرهينة ويعرضها مقابل كاميني. عندما كان التبادل على وشك الحدوث، قفزت تينا على كاميني مما تسبب في اشتباك. كابيرا ومونتي يسيطران على الموقف لكن جوداه يحبس والدة رافي وأخته في منزل ويشعل فيه النار. مونتي ينقذهم ويقتل يهوذا في النار. تتمكن كاميني من الهروب بسيارة جيب لكن مونتي يلاحقها. تحاول رمي مونتي من فوق الجرف في معبد كالي بنفس الطريقة التي قتلت بها رافي، ولكن هذه المرة مونتي يقفز بعيدًا، مما يتسبب في سقوط كاميني من فوق الجرف وملاقاة حتفها. في النهاية، تعود ثروة وممتلكات فيرما إلى عائلة رافي ويتزوج مونتي من تينا.

## طاقم التمثيل
| الممثل       | الدور                 | ملاحظة                                                 | ملاحظات |
| ------------ | --------------------- | ------------------------------------------------------ | ------- |
| ريشي كابور   | مونتي أوبيروي         | نجم الروك الذي هو تجسيد لرافي فيرما                    |         |
| راج كيران    | رافي فيرما            | سليل إمبراطورية فيرما الذي تجسد مرة أخرى في هيئة مونتي |         |
| سيمي جاروال  | كاميني                | أرملة رافي فيرما                                       |         |
| تينا مونيم   | تينا                  | اهتمام مونتي بالحب                                     |         |
| بران         | كابيرا                | عم تينا                                                |         |
| بريمناث      | السير يهوذا           | الخصم الرئيسي                                          |         |
| دورجا خوتي   | شانتا براساد فيرما    | والدة رافي فيرما/راني ما                               |         |
| أبها دهوليا  | جوتي فيرما (بينكي)    | أخت رافي فيرما                                         |         |
| جلال اغا     | الدكتور دايال         | صديق مونتي                                             |         |
| بينشو كابور  | السيد جي .جي. أوبيروي | معلم مونتي                                             |         |
| افتخار       | دكتور دانيال          | طبيب مونتي                                             |         |
| أرونا إيراني | راقصة                 | ظهور ضيف في أغنية كامال هي                             |         |
| ماك موهان    | رجل السير يهوذا       | الرجل الذي يترجم السير يهوذا                           |         |
| موكري        | مدير الكلية           |                                                        |         |
| بيربال       | دانيا                 | اليد اليمنى لكابيرا                                    |         |
| فيجو خوتي    | بانيا                 | اليد اليسرى لكابيرا                                    |         |
| يوسف خان     | روكسي                 | منافس كابيرا                                           |         |
| كامالديب     | المحامي بي.بي. روي    | محامي السير يهوذا                                      |         |

## الموسيقى التصويرية
تتضمن الموسيقى التصويرية للفيلم مسارات من تأليف لاكسميكانت-بياريلال، وكلمات أناند باكشي، الذي حصل على ترشيحين لجائزة فيلم فير عن الأغنيتين الناجحتين "أوم شانتي أون" و"دارد-إي-ديل". فاز لاكسميكانت بياريلال بجائزة أفضل مخرج موسيقي لهذا العام.
قدم كيشور كومار صوت مونتي الغنائي في جميع الأغاني، باستثناء أغنية "دارد-إي-ديل" (التي أداها محمد رفيع).
مع نجاحات مثل "Ek Haseena Thi" و"Om Shanti Om" و"Dard-E-Dil"، كانت الموسيقى التصويرية بمثابة رائد لموسيقى الديسكو في صناعة الموسيقى الهندية، ولا تزال الموسيقى التصويرية للفيلم، وخاصة اللحن المميز، تُذكر باعتبارها واحدة من أكثر الأغاني التي لا تُنسى. تم نسخ أغنية "Ek Hasina Thi" من أغنية "We As Love" لجورج بنسون. 
| # | أغنية                                  | مغني                                   |
| - | -------------------------------------- | -------------------------------------- |
| 1 | "أوم شانتي أوم"                        | كيشور كومار                            |
| 2 | "بايسا يه بايسا"                       | كيشور كومار                            |
| 3 | "تو كيتني باراس كي، تو كيتني باراس كا" | كيشور كومار، لاتا مانغيشكار            |
| 4 | " إيك حسينة ثي"                        | كيشور كومار، آشا بهوسل                 |
| 5 | "كمال هاي، كمال هاي"                   | كيشور كومار، مانا داي، أنورادها بودوال |
| 6 | "دارد-إي-ديل"                          | محمد رفيع                              |
| 7 | "موسيقى الموضوع"                       | آلات موسيقية                           |

## روابط خارجية
- كارز على موقع IMDb (الإنجليزية)
- كارز على موقع نتفليكس (الإنجليزية)
- كارز على موقع فيلمافينيتي (الإسبانية)
- كارز على موقع قاعدة بيانات الفيلم (الإنجليزية)
- كارز على موقع ليتربوكسد (الإنجليزية)
- كارز على موقع كينوبويسك (الروسية)